# Roland Beaudry
Pour les articles homonymes, voir Beaudry.
Roland Beaudry (14 février 1906-14 décembre 1964) est un éditeur, journaliste, publicitaire et homme politique fédéral du Québec.

## Biographie
Né à Montréal, Roland Beaudry devient député du Parti libéral du Canada à la Chambre des communes du Canada dans la circonscription de Saint-Jacques lors des élections de 1945. Réélu en 1949, 1953 et en 1957, il ne se représente pas en 1958.